# Liste der Boxweltmeister im Halbschwergewicht
Diese Liste der Boxweltmeister im Halbschwergewicht bietet eine Übersicht über alle Boxweltmeister des Verbandes NBA (die NBA wurde im Jahre 1962 in WBA umbenannt), des ehemaligen Verbandes NYSAC, der vier anerkannten und aktuell tätigen Weltverbände (WBC, WBA, IBF, WBO) und alle universellen Weltmeister im Halbschwergewicht in chronologischer Reihenfolgen. Die WBA-Superchampions sind sowohl in der chronologischen Reihenfolge als auch in einer separaten Tabelle gelistet. Der Status des Superchampions der WBA ist höher gereiht als der des regulären. Daher ist der WBA-Superchampion der eigentliche Weltmeister. Die WBO gehört erst seit 2007 zu den bedeutenden Verbänden.

## Universal / NYSAC / NBA/WBA / WBC / IBF / WBO

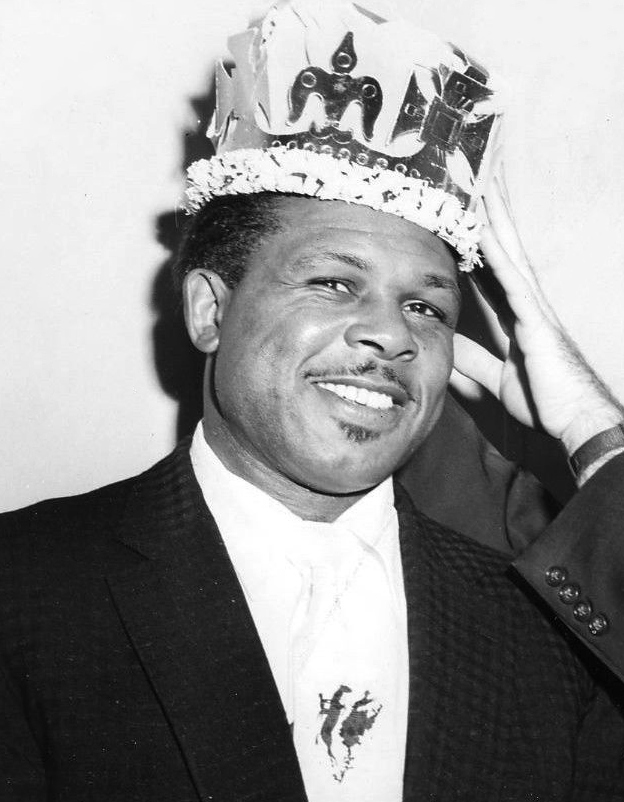
Old Mongoose

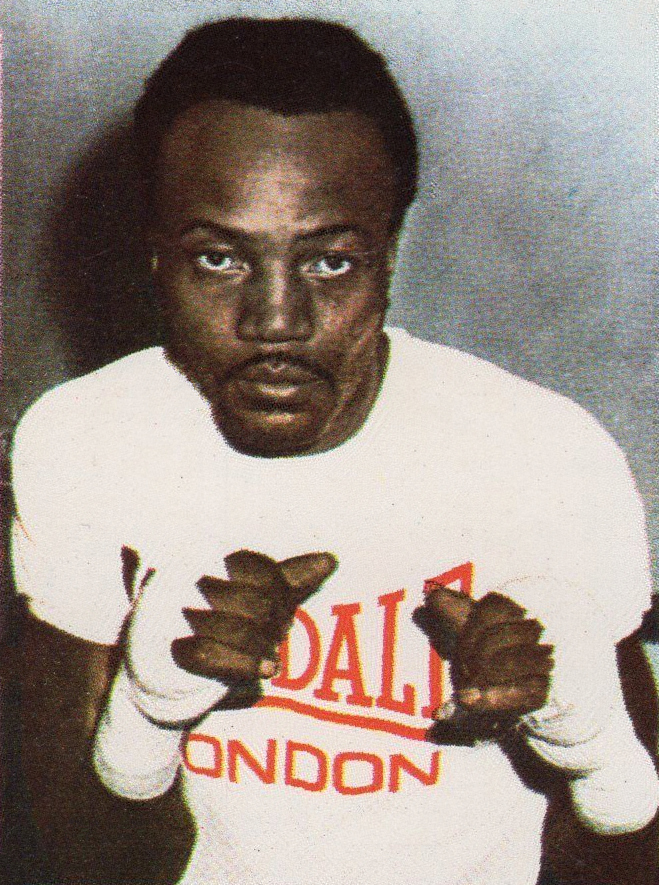
The Deputy Sheriff

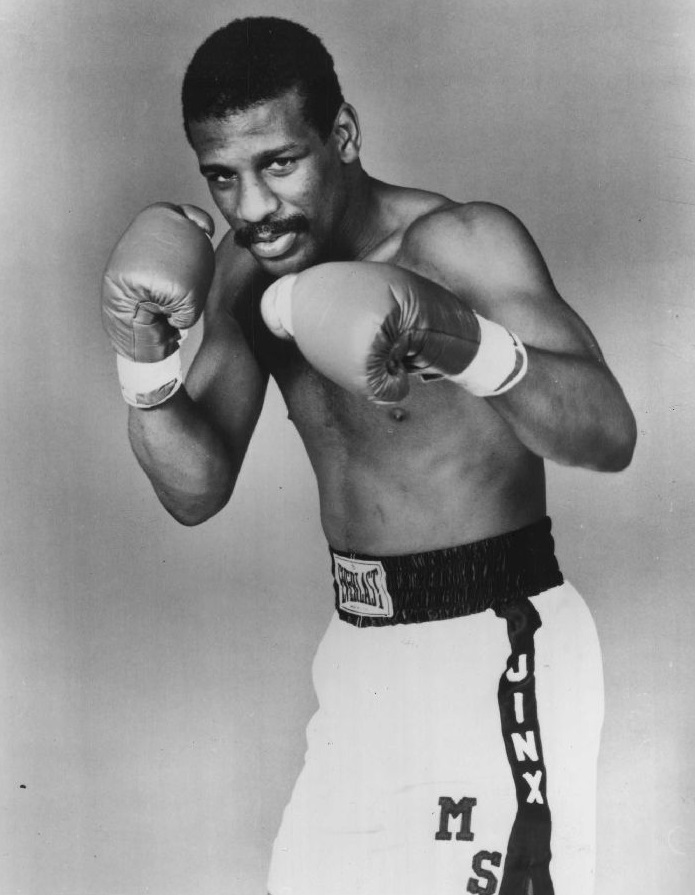
Jinx

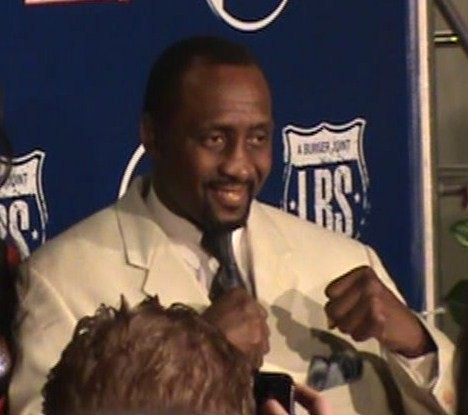
The Hitman

1. Jack Root; 1903 universal
2. George Gardiner; 1903 universal
3. Bob Fitzsimmons; 1903–1905 universal
4. Philadelphia Jack O’Brien; 1905 universal
5. Bob Moha; 1913–1914 NYSAC
6. Jack Dillon; 1914–1916 universal
7. Battling Levinsky; 1916–1920 universal
8. Georges Carpentier; 1920–1922 universal
9. Battling Siki; 1922–1923 universal
10. Mike McTigue; 1923 universal
11. Paul Berlenbach; 1925–1926 universal
12. Jack Delaney; 1926–1927 universal & NYSAC
13. Jimmy Slattery; 1927 universal & NBA; 1930 universal & NYSAC
14. Tommy Loughran; 1927–1929 universal & NYSAC
15. Maxie Rosenbloom; 1930–1934 universal & NYSAC; 1933 NBA
16. George Nichols; 1932 NBA
17. Bob Godwin; 1933 NBA
18. Bob Olin; 1934–1935 universal & NYSAC
19. John Henry Lewis; 1935–1938 universal
20. Tiger Jack Fox; 1938–1939 NYSAC
21. Melio Bettina; 1939 NYSAC
22. Billy Conn; 1939–1940 NBA & NYSAC
23. Anton Christoforidis; 1941 NBA
24. Gus Lesnevich; 1941 NBA & NYSAC; 1941–1948 universal
25. Joey Maxim; 1950–1952 universal
26. Archie Moore; 1952–1962 universal; 1959 NBA; 1959–1962 NYSAC
27. Harold Johnson; 1961–1963 NBA; 1962–1963 universal; 1963 WBC
28. Willie Pastrano; 1963–1965 WBA & WBC
29. José Torres; 1965–1966 WBA & WBC
30. Dick Tiger; 1966–1968 WBA & WBC
31. Bob Foster; 1968–1970 WBA; 1968–1974 WBC; 1972–1974 WBA
32. Vicente Rondón; 1971–1972 WBA
33. John Conteh; 1974–1977 WBC
34. Víctor Galíndez; 1974–1978 WBA; 1979 WBA
35. Miguel Angel Cuello; 1977–1978; WBC
36. Mate Parlov; 1978 WBC
37. Mike Rossman; 1978–1979 WBA
38. Marvin Johnson; 1978–1979 WBC; 1979–1980 WBA; 1986–1987 WBA
39. Matthew Saad Muhammad; 1979–1981 WBC
40. Eddie Mustafa Muhammad; 1980–1981 WBA
41. Michael Spinks; 1981–1985 WBA; 1983–1985 WBC; 1984–1985 IBF
42. J. B. Williamson; 1985–1986 WBC
43. Slobodan Kačar; 1985–1986 IBF
44. Dennis Andries; 1986–1987 WBC; 1989 WBC; 1990–1991 WBC
45. Bobby Czyz; 1986–1987 IBF
46. Thomas Hearns; 1987 WBC
47. Leslie Stewart; 1987 WBA
48. Virgil Hill; 1987–1991 WBA; 1992–1997 WBA; 1996–1997 WBA & IBF
49. Charles Williams; 1987–1993 IBF
50. Donny Lalonde; 1987–1988 WBC
51. Sugar Ray Leonard; 1988 WBC
52. Michael Moorer; 1988–1990 WBO
53. Jeff Harding; 1989–1990 WBC; 1991–1994 WBC
54. Leeonzer Barber; 1991–1994 WBO
55. Iran Barkley; 1992 WBA
56. Henry Maske; 1993–1996 IBF
57. Mike McCallum; 1994–1995 WBC
58. Dariusz Michalczewski; 1994–2003 WBO; 1997 IBF & WBA
59. Fabrice Tiozzo; 1995–1996 WBA; 2004–2006 WBA (regulär)
60. Roy Jones junior; 1997–2004 WBC; 1998–2004 WBA; 1999–2002 IBF
61. Lou Del Valle; 1997–1998 WBA
62. Montell Griffin; 1997 WBC
63. William Guthrie; 1997–1998 IBF
64. Reggie Johnson; 1998–1999 IBF
65. Graciano Rocchigiani; 1998–2000 WBC
66. Bruno Girard; 2001–2003 WBA (regulär)
67. Mehdi Sahnoune; 2003 WBA (regulär)
68. Silvio Branco; 2003–2004 WBA (regulär); 2006–2007 WBA
69. Antonio Tarver; 2003 WBC & IBF; 2004 WBC & WBA
70. Julio González; 2003–2004 WBO
71. Zsolt Erdei; 2004–2009 WBO
72. Glen Johnson; 2004 IBF
73. Tomasz Adamek; 2005–2007 WBC
74. Clinton Woods; 2005–2008 IBF
75. Stipe Drews; 2007 WBA
76. Danny Green; 2007–2008 WBA
77. Chad Dawson; 2007–2008 WBC; 2008–2009 IBF
78. Adrian Diaconu; 2008–2009 WBC
79. Hugo Hernán Garay; 2008–2009 WBA
80. Jean Pascal; 2009–2011 WBC
81. Gabriel Campillo; 2009–2010 WBA
82. Jürgen Brähmer; 2009–2011 WBO; 2013–2016 WBA (regulär)
83. Tavoris Cloud; 2009–2013 IBF
84. Beibut Shumenov; 2010–2014 WBA  (2013 zum Superchampion ernannt worden)
85. Bernard Hopkins; 2011–2012 WBC; 2013–2014 IBF; 2014 WBA
86. Nathan Cleverly; 2011–2013 WBO; 2016–2017 WBA
87. Adonis Stevenson; 2013–2018 WBC
88. Sergey Kovalev; 2013–2016 WBO; 2014–2016 IBF & WBA (Superchampion); 2017–2018 WBO; seit 2019 WBO
89. Andre Ward; 2016–2017 WBO, IBF & WBA (Superchampion)
90. Badou Jack; 2017 WBA
91. Dmitry Bivol; seit 2017 WBA
92. Artur Beterbiev; seit 2017 IBF
93. Eleider Álvarez; 2018–2019
94. Oleksandr Hwosdyk; seit 2018 WBC

## WBA-Superchampions
| Weltmeister      | Amt       |
| ---------------- | --------- |
| Roy Jones junior | 2003–2004 |
| Antonio Tarver   | 2004      |
| Beibut Shumenov  | 2013–2014 |
| Bernard Hopkins  | 2014      |
| Sergey Kovalev   | 2014–2016 |
| Andre Ward       | 2016–2017 |